# Fulmar (cohete)

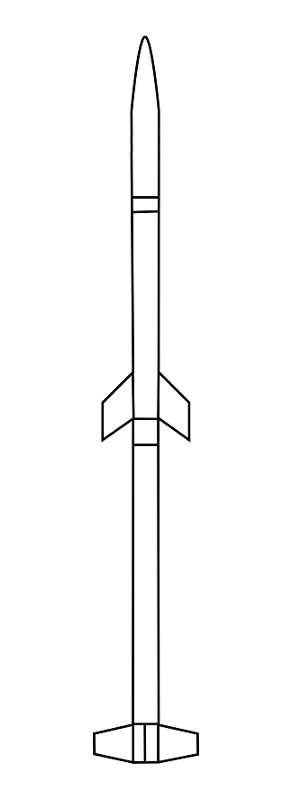
Fulmar fue un cohete sonda británico de dos etapas y combustible sólido desarrollado a finales de los años 1970

Fulmar fue un cohete sonda británico de dos etapas y combustible sólido desarrollado a finales de los años 1970 por Bristol Aerojet.
Consistía en una etapa principal Heron y una secundaria Snipe. Era muy parecido al INTA-300, pero con una cofia más alargada.
Se lanzaron 6 Fulmar entre el 21 de noviembre de 1976 y el 19 de marzo de 1979, con un único fallo.

## Especificaciones
- Apogeo: 250 km
- Empuje en despegue: 137 kN
- Masa total: 500 kg
- Diámetro: 0,26 m
- Longitud total: 7,47 m